# Jaskinie Pawlikowskiego
Jaskinie Pawlikowskiego – jaskinia powstała z połączenia trzech jaskiń: Jaskini Mylnej, Jaskini Obłazkowej i Jaskini Raptawickiej położonych w masywie Raptawickiej Turni w Dolinie Kościeliskiej w Tatrach Zachodnich. Wszystkie były znane od dawna, jednak w ostatnich latach odkryto, że są ze sobą połączone i tworzą jeden system jaskiniowy. 15 czerwca 2014 roku Filip Filar, Michał Parczewski, Kamil Zaczyński (Speleoklub Tatrzański PTTK) oraz Andrzej Porębski (Speleoklub Dąbrowa Górnicza), po pokonaniu wąskiego przejścia o nazwie Jędrusiowy Przełaz, połączyli Jaskinię Mylną z Obłazkową. Powstał w ten sposób system o łącznej długości 1835 m, a liczba jaskiń udostępnionych turystycznie na terenie TPN zmalała z sześciu do pięciu. Z kolei w lutym 2015 roku z korytarzyka nad Kominem Połączeniowym w Jaskini Mylnej udało się przedostać do Jaskini Raptawickiej (przejście zostało później zasypane w trosce o bezpieczeństwo turystów). Systemowi nadano nazwę Jaskinie Pawlikowskiego. Długość jaskini wynosi 2409 metrów, a jej deniwelacja 76,10 metra.
Szczegółowe informacje o poszczególnych jaskiniach przy ich hasłach.